# Андреа Корнаро
Андреа Корнаро (італ. Andrea Cornaro; д/н —1326/1328) — триарх 1/6 центрального Негропонте в 1312—1323 роках.

## Життєпис
Походив зі знатного венеційського роду Корнаро. Син Марко Корнаро, сеньйора на острвоі Крит. 1301 року після смерті батька успадкував його володіння. У 1306 році він завоював острови Карпатос, Касос та Сарію, які залежали Візантійській імперії.
1311 року в битві на річці Кефіс загинув Альберто Паллавічині, чоловік Марії далле Карчері, яка звернулася за захистом до Венеції від каталонських найманців, що захопили Афінське герцогство й стали погрожувати навколишнім володінням. Венеційці запропонували їй Андреа Корнаро в якості чоловіка. Весілля відбулося у 1312 році. Внаслідок чого Андреа отримав 1/6 триархаха центрального Негропонте і маркізат Бодоніца. Постійно мав конфлікт з Боніфацієм да Верона, власником іншої 1/6 центрального Негропонте.
Після смерті останнього 1317 року його зять Альфонсо Фадріке, генерал-капітан Афінського герцогства, вигнав Андреа Корнаро та його дружини з триархії. Наслідком цього стала війна Альфонсо Фадріке з венеційцями, на боці яких воював Корнаро. У 1319 році Венеція уклала з Арагонським королівством мирний договір, в який включила і маркізат Бодоніца. Згідно з ним Андреа Корнаро визнавав своїм сюзереном Афінського герцога в особі генерал-капітана і зобов'язався щорічно сплачувати данину в розмірі 4 екіпірованих коней.
Втім Андреа не зміг повренути собі триархію, оскільки її захопив П'єро далле Карчері, війна з ним тривала до 1323 року, коли померла Марія далле Карчері, внаслідок чого Андреа Корнаро втратив права на триархію. Помер Корнаро між 1326 і 1328 роками.

## Родина
1. Дружина — невідома
Діти:
- Алесіо
- Марко
- Джованні.

2. Дружина — Марія далле Карчері
дітей не було